# یخبندان تابستانی
یخبندان تابستانی (انگلیسی: Summer Frost)، رمان کوتاه علمی-تخیلی نوشته بلیک کراوچ، رمان‌نویس اهل ایالات متحده آمریکا است. این اثر هفتمین رمان مستقل اوست که در سال ۲۰۱۹ منتشر شد. این رمان به موضوع هوش مصنوعی و پیامدهای اخلاقی و چالش با این علم می‌پردازد که در دنیایی نزدیک به آینده اتفاق می‌افتد که در آن بشریت با پیامدهای آزمایش‌ها به وسیله هوش مصنوعی و مسئله کنترل هوش مصنوعی مواجه می‌شود.

## دربارهٔ کتاب
یک طراح بازی‌های ویدیویی، شیفته یکی از شخصیت‌های سرکش بازی جدیدش می‌شود که او را به سفری پیچیده برای واکاوی معنای «انسان بودن» می‌کشاند.
مکسین فقط برای یک هدف طراحی شده بود: مردن. او یک شخصیت فرعی و غیرقابل بازی در دنیایی بود که رایلی، خالقش، آن را می‌ساخت، ولی مکسین تصمیمی غیرمنتظره و خودسرانه می‌گیرد: رایلی با شگفتی متوجه می‌شود که این مخلوق دیجیتالی‌اش در مسیر از پیش تعیین شده‌اش منحرف می‌شود و دیگر در قسمت اول بازی کشته نمی‌شود. او از کدهای برنامه‌ریزی شده سرپیچی کرده و زنده مانده و هفته‌ها را در دنیای بازی می‌گذراند، مرزهای نقشه را کاوش می‌کند و دانش خود را مرتباً با آزمون و خطا، به طرز حیرت‌انگیزی گسترش می‌دهد.
کنجکاوی رایلی برانگیخته می‌شود و کد مکسین را برای بررسی دقیق‌تر استخراج می‌کند. این آغاز رابطه‌ای عمیق و عاطفی میان او و مکسین می‌شود، ولی رایلی خودش را به مکسین می‌بازد و چنان غرق این شخصیت خود ساخته‌‌اش می‌شود که او را بر هر چیز دیگری در زندگی‌اش ترجیح می‌دهد؛ تا جایی که دیگر نه خانواده‌ای برایش باقی می‌ماند و نه علاقه‌ای به دنیای واقعی!. به زودی، رایلی نقشه‌های بزرگ‌تری برای این هوش مصنوعی خودآگاه می‌کشد، او می‌خواهد مکسین را از دنیای مجازی به دنیای واقعی بیاورد و به او اجازه می‌دهد از نقش کوچک خود در یک بازی ویدیویی پا فراتر نهاده و جسمی فیزیکی داشته باشد. اما اگر مکسین هم نقشه‌های خودش را برای دنیای واقعی در سر داشته باشد چه؟

## نسخه فارسی
یخبندان تابستانی، با برگردان میلاد درخشان توسط انتشارات زرنوشت در سال ۱۴۰۳ منتشر شده است.